# سهره سرسیاه
سهره سرسیاه، سهره سرسیاه اوراسیایی یا گاوسهره سرسیاه، (نام علمی: Pyrrhula pyrrhula) گونه‌ای از سهره‌ایان و راستهٔ گنجشک‌سانان است.
این پرنده ۱۴ سانتی‌متر طول دارد. پرنده نر با زیر تنه صورتی مایل به قرمز، پشت خاکستری، تارک سیاه، نوار پهن سفید روی بال و نوک سیاه و سخت، به آسانی شناخته می‌شود. پرنده ماده رنگ متفاوتی دارد و با زیرتنه نخودی مایل به قهوه‌ای و زرق و برق کمتری از پرنده نر دیده می‌شود. در پرواز دمگاه سفید هردو جنس نمایان می‌شود. پرنده جوان بدون سیاهی روی سر بوده و با دمگاه نخودی و زیرتنه قهوه‌ای دیده می‌شود و در پاییز شبیه پرنده ماده بالغ است. معمولاً ساکت است و خود را پنهان می‌سازد و هرگز به صورت گروهی دیده نمی‌شود. پروازش موجی‌وار است. این پرنده در ایران بومی بوده و به تعداد اندک در مناطق جنگلی، باغ‌ها و کشتزارها و بیشه‌ها دیده می‌شود.

## نگارخانه

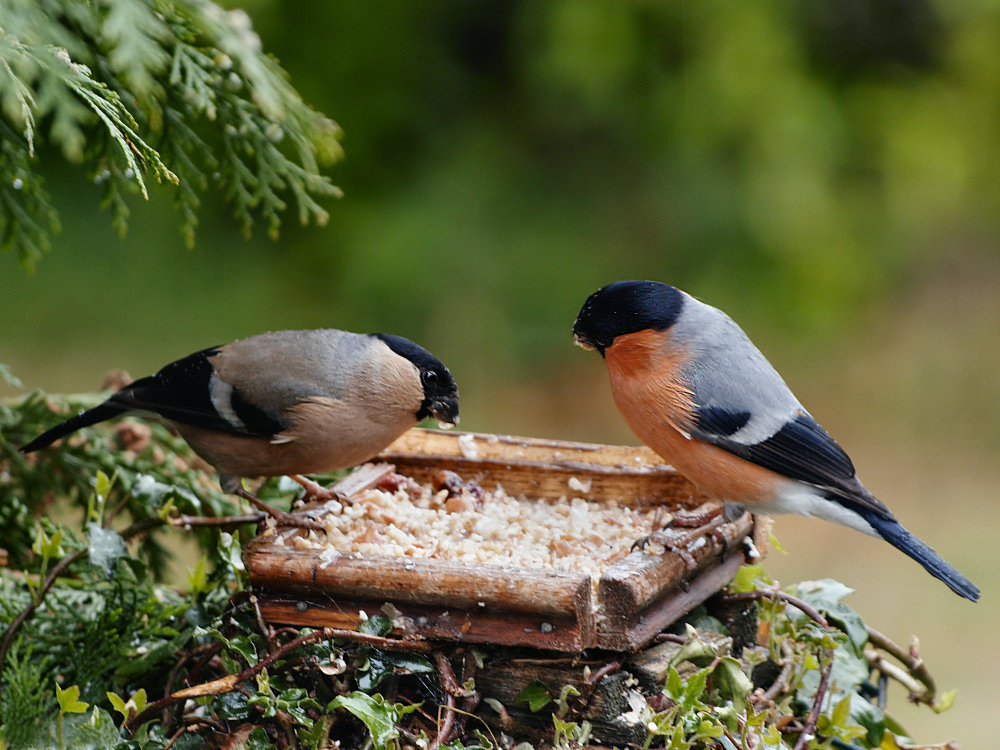
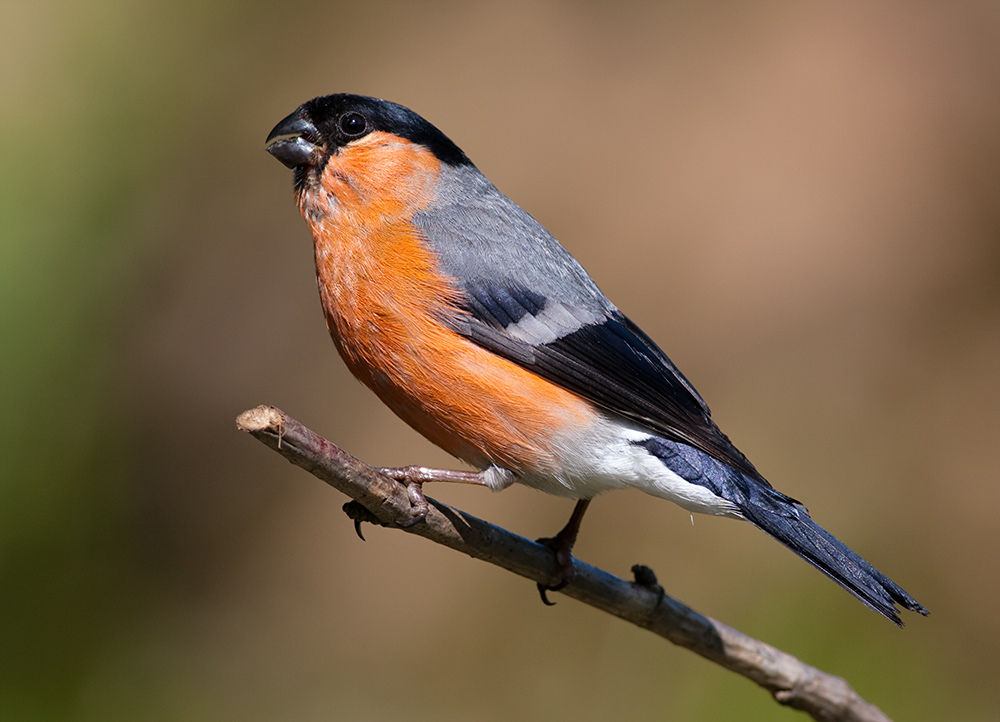
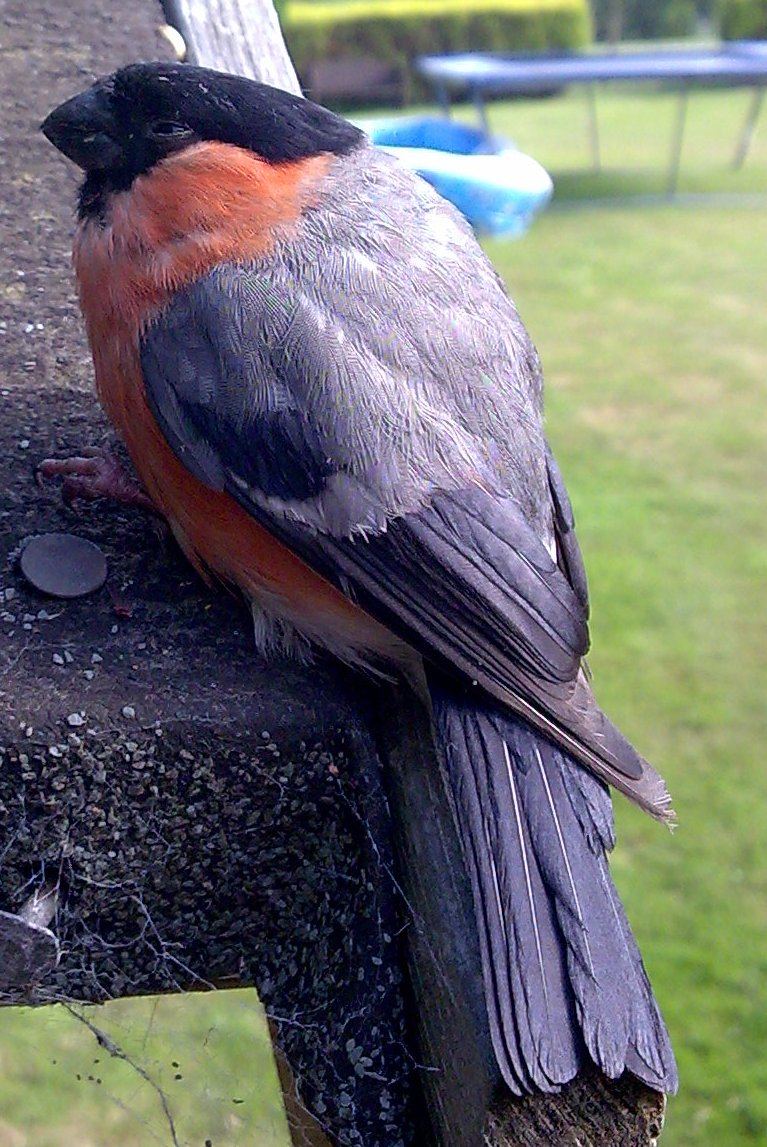
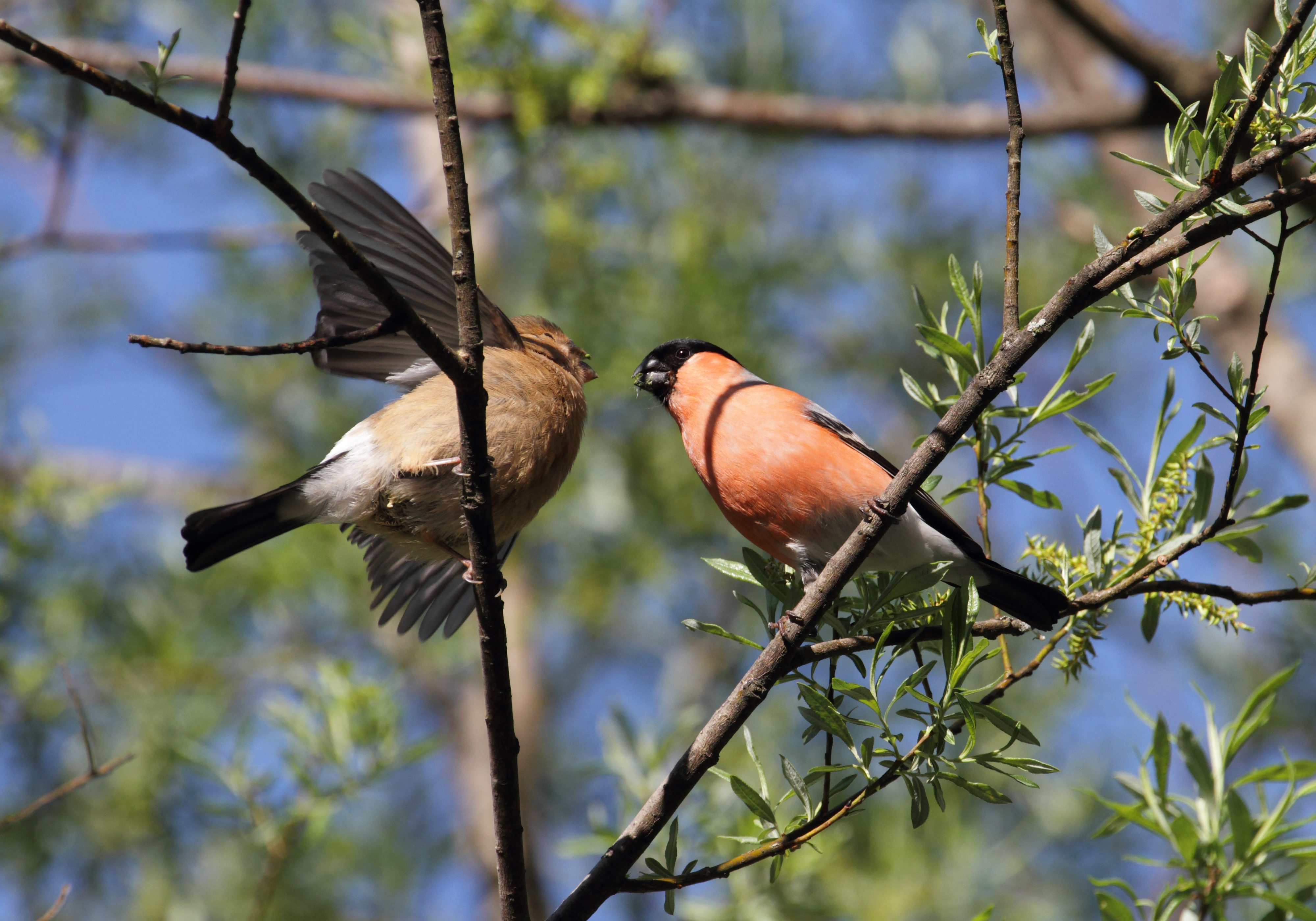
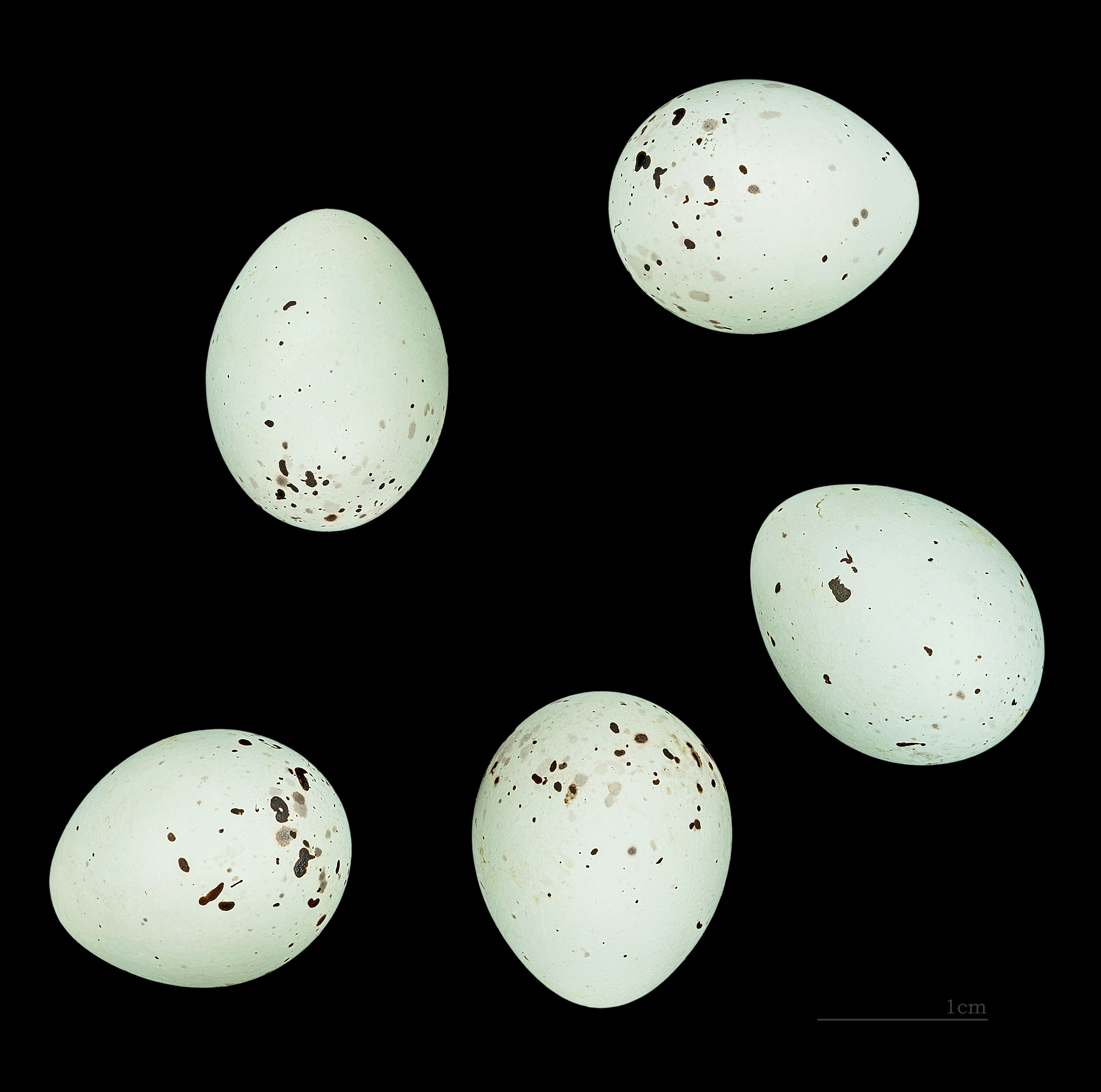
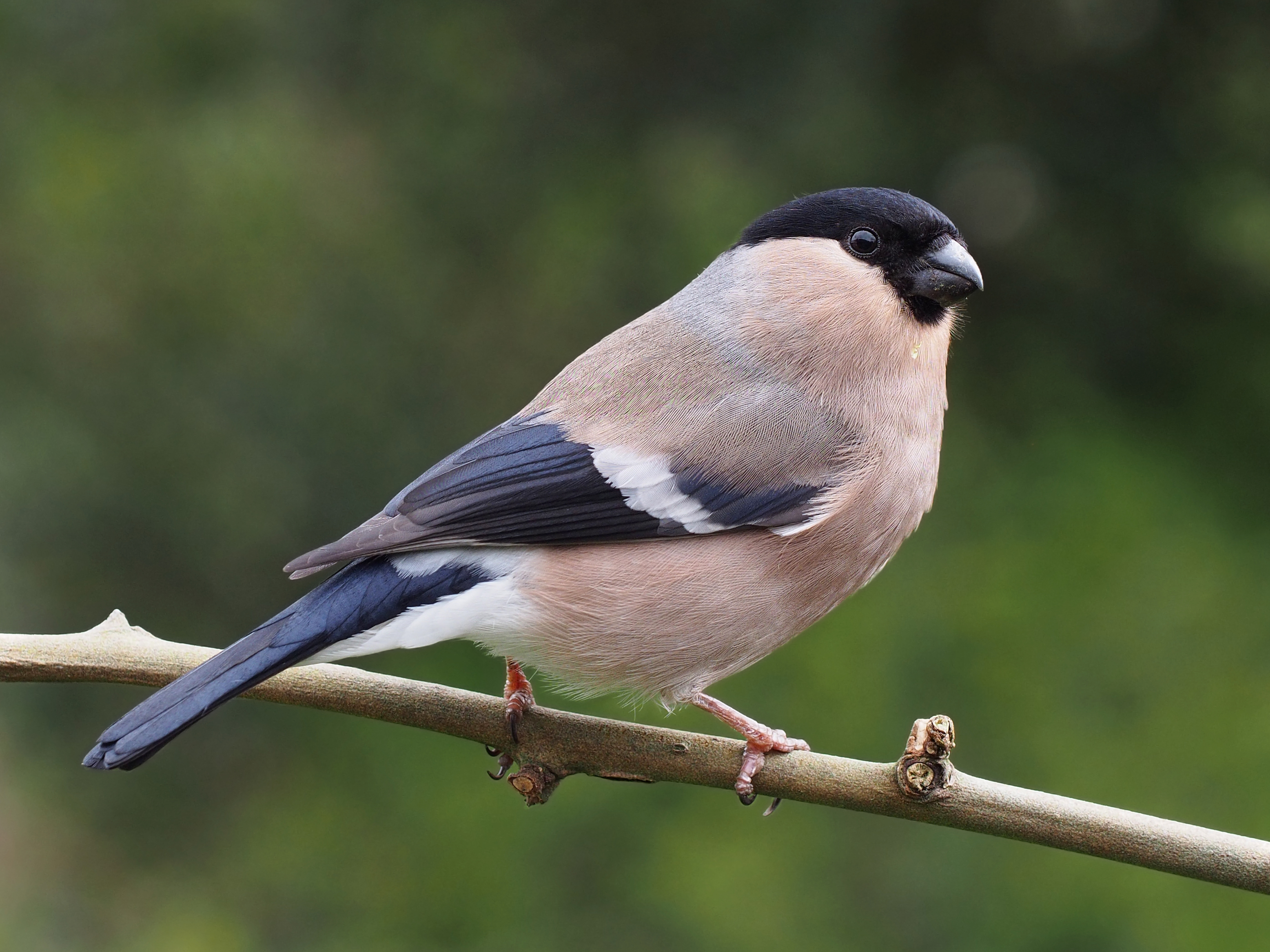
پرنده ماده